# Prochromadorella paramucrodonta
Prochromadorella paramucrodonta är en rundmaskart som först beskrevs av Allgen 1929.  Prochromadorella paramucrodonta ingår i släktet Prochromadorella och familjen Chromadoridae. Inga underarter finns listade i Catalogue of Life.